# 満寿美町
満寿美町（ますみちょう）は、大阪府池田市にある地名である。丁番をもたない単独町名である。郵便番号は563-0041。当地域の人口は、2017年12月末時点で 2,254 人である（池田市市民生活部総合窓口課の資料による）。

## 地理
池田市の中部に位置する。北は城南二丁目、栄町、菅原町と、東は宇保町と、南は神田一丁目と、西は呉服町とそれぞれ隣接している。当地域は、池田市立呉服小学校および池田市立池田中学校の校区に含まれる。
当地域のすぐ北側には、阪急電鉄宝塚本線の池田駅がある。当地域の中央部を、池田南第41号線と池田南第60号線が南北に通っている。市道猪名川満寿美線（満寿美猪名川線）より北側には商業地域が広がっており、南側には住宅地域が広がっている。

### 地価
閑静な邸宅地として知られる池田市の中でも中心的な位置にあり、住宅地の地価は2024年（令和6年）1月1日の公示地価によれば満寿美町7-4の地点で36万5,000円/m2となっている。

## 歴史
江戸時代、酒造業を営む井関左言が染殿井（そめどのい）の碑を建造する。1918年（大正7年）、宇保町生まれの企業家、北田栄太郎が経営する池田土地株式会社によって、当時の呉服町の東部の宅地が開発され、住宅地が建設、販売された。これが満寿美住宅地であり、販売される際に「満寿美」という名称が付けられたとされる。高級住宅地として分譲され、大阪市の富裕層の移住が多かった。1944年（昭和19年）4月、町名変更が行われ、呉服東および宇保町が満寿美町に変更される。
1966年（昭和41年）4月1日、学校法人カトリック聖マリア学園 カトリック聖マリア幼稚園が創立される。同年12月1日、満寿美町の全域および宇保町の一部が、満寿美町に変更される。1995年（平成7年）11月17日、ダイエー池田駅前店の新館（東館）が開設される。1999年（平成11年）11月21日、インスタントラーメン発明記念館（現在の安藤百福発明記念館 大阪池田）が開館される。2005年（平成17年）3月1日、介護付有料老人ホーム「メルシーますみ」が開設される。2006年（平成18年）8月、「旬鮮の房 はたごや 阪急池田駅前店」が開店される。2008年（平成20年）11月、「麺翁 百福亭」が閉店される。同年12月18日、博多一風堂の池田店が開設される。2013年（平成25年）7月19日、池田市観光案内所が開設される。2015年（平成27年）12月、サービス付き高齢者向け住宅「池田ナーシングホームさくら」が開設される。2020年（令和2年）12月、権太呂すし 池田店が閉店される。2021年（令和3年）4月23日、たこ焼き店「蛸すけ」池田駅前店が開店される。同年10月31日、100円ショップ ル・プリュ 池田駅前店が閉店される。

## 施設
- 池田市観光案内所
- 池田子ども家庭センター
- 池田保健所
- 大阪法務局 池田出張所
- 大阪池田簡易裁判所
- 安藤百福発明記念館 大阪池田
- 一風堂 池田店（旧・麺翁 百福亭）
- 満寿美公園
- カトリック聖マリア幼稚園
- セブン‐イレブン 池田駅南[33]
- ダイコクドラッグ 阪急池田駅前店[34]